# Eugène Alluaud

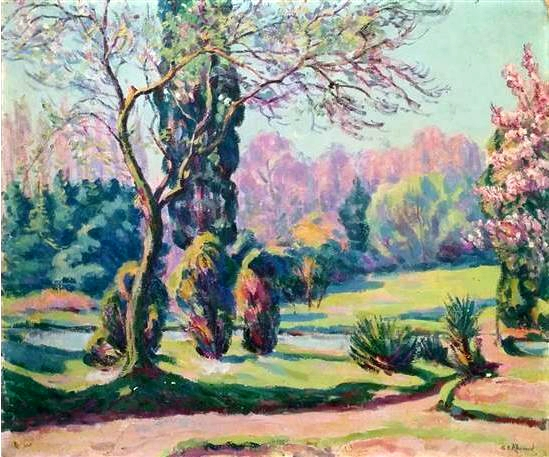
Peisaj de primăvară (parc).

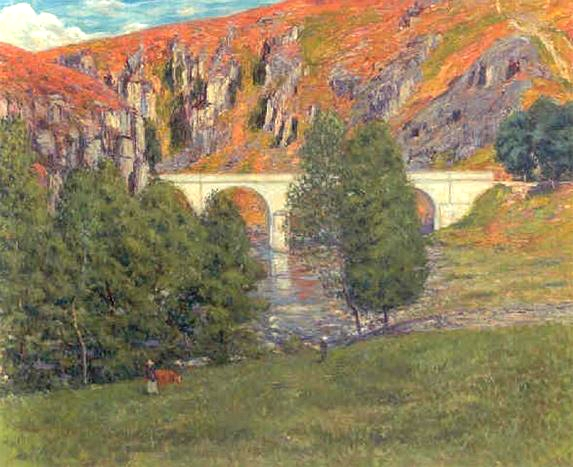
Peisaj montan cu pod

Gilbert Eugène Alluaud (n. 25 martie 1866, Saint-Martin-Terressus, Limousin, Franța – d. 27 iulie 1947, Crozant, Limousin, Franța) a fost un pictor peisagist și ceramist francez.

## Biografie
S-a născut într-o familie de fabricatori de porțelan, care realiza astfel de obiecte de câteva generații. Străbunicul său, François (1739-1799), a fost director al fabricii regale de porțelan din Limoges. Bunicul său, având același nume François⁠(d), a lucrat la Limoges și a fost un geolog remarcat. Fratele său, Charles⁠(d), a rupt tradiția familiei pentru a deveni entomolog.
În 1897, a reușit să achiziționeze o mică fabrică din Limoges, unde a creat piese monumentale de porțelan. Pentru unele dintre ele a primit medalii de aur la Expoziția Universală (1900). În ciuda acestui succes, creșterea costurilor de producție l-a dus la faliment în 1903. La scurt timp după aceea, Charles Edward Haviland l-a dus în atelierul său pentru a gestiona procesul de decorare. Până în 1919, a reușit să-și înființeze un atelier propriu, la Solignac, unde s-a specializat în borcane de lux pentru parfumuri.
În acești ani, a contribuit la crearea mai multor organizații dedicate promovării porțelanului de la Limoges. În 1921, a fost numit Cavaler în Legiunea de Onoare. A fost numit Conservator al  Muzeului național de porțelan Adrien-Dubouché în 1928 și a deținut această funcție până în 1934.
În legătură cu aceste activități, a fost mereu interesat de artă; inspirat de tatăl său, Amédée (1825-1872), un colecționar amator care a ajutat la susținerea grupului de artiști cunoscut sub numele de Școala Crozant. Acest interes a fost întărit când s-a împrietenit cu pictorul, Jules Adler, în timpul serviciului militar obligatoriu (1885-1886). Imediat după, s-a înscris la Académie Julian, unde a studiat cu William Bouguereau și Tony Robert-Fleury. După absolvire, în 1889, a făcut o călătorie de studii în Anglia, Belgia, Italia și Africa de Nord.
A făcut prima sa scurtă vizită la Crozant în 1887. A urmat o ședere mai lungă în 1891. Până în 1905, el și soția sa, Marcelle, își construiseră acolo o casă, numită „La Roca”, unde stăteau în fiecare vară. A devenit curând un punct de adunare pentru colonia de artiști. Cei mai buni prieteni ai săi de acolo au fost poetul Maurice Rollinat și pictorul impresionist Armand Guillaumin, care a avut o influență majoră asupra stilului său din perioada de mijloc a carierei. Mai târziu, el va fi mai influențat de Cézanne. A fost expozant regulat la Salon d'Automne⁠(d).
Lucrările sale pot fi văzute la muzeele din Châteauroux, Guéret și Limoges.